# Браништеа (Ђурђу)
Браништеа (рум. Braniștea) насеље је у Румунији у округу Ђурђу у општини Оинаку. Oпштина се налази на надморској висини од 21 m.

## Становништво
Према подацима из 2002. године у насељу је живело 1883 становника, од којих су сви румунске националности.